# Thymus riojanus
Thymus riojanus là một loài thực vật có hoa trong họ Hoa môi. Loài này được Uribe-Ech. miêu tả khoa học đầu tiên năm 1990.